# John D. Anderson
Pour les articles homonymes, voir John Anderson.
John David Anderson, Jr. né le 1er octobre 1937 à Lancaster (Pennsylvanie), États-Unis  est un ingénieur aérospatial américain.

## Biographie
John D. Anderson, Jr. est né le 1er octobre 1937 à Lancaster, en Pennsylvanie.  En 1959, il obtient un baccalauréat en génie aéronautique à l'Université de Floride à Gainesville. Il est alors embauché par l'armée de l'air des États-Unis pour devenir scientifique de projet au laboratoire de recherche aérospatiale de la base aérienne de Wright-Patterson à Dayton (Ohio). Il reste à ce poste jusqu'en 1962, date à laquelle il s'inscrit à l'Université d'État de l'Ohio à Columbus dans le cadre de bourses de la National Science Foundation et de la NASA. En 1966 il obtient son doctorat en génie aéronautique et astronautique. Cette même année, il rejoint le Naval Ordnance Laboratory à White Oak, Maryland, devenant le chef du groupe hypersonique.
En 1973, Anderson rejoint l'Université du Maryland, devenant président du département de génie aérospatial. Il devient professeur de génie aérospatial en 1980, occupant ce poste jusqu'en 1999, date à laquelle il est nommé professeur émérite. Il a également été membre affilié du département d'histoire de l'université.

## Distinctions
- membre de l'Académie nationale d'ingénierie des États-Unis ;
- curateur du National Air and Space Museum (Smithsonian Institution) ;
- fellow de l' American Institute of Aeronautics and Astronautics ;
- fellow de la Royal Aeronautical Society ;
- fellow de l'Académie nationale des sciences des États-Unis ;
- membre de l'American Society for Engineering Education, de l'History of Science Society et de  la Society for the History of Technology (en) ;
- vice-président de l'AIAA, chargé de l'éducation (1988) ;
- prix John Leland Atwood décerné conjointement par l'American Society for Engineering Education et l'American Institute of Aeronautics and Astronautics (1989) ;
- Vice-président de l'AIAA, chargé des publications (1995) ;
- prix von Kármán Lecture in Astronautics (AIAA, 2000).

## Ouvrages
- (en) John D. Anderson, Jr., Gas Dynamic Lasers: An Introduction, Academic Press, 1976
- (en) John D. Anderson, Jr., Introduction to Flight, McGraw-Hill, 1978
- (en) John D. Anderson, Jr., Modern Compressible Flow, McGraw Hill, 1982
- (en) John D. Anderson, Jr., Fundamentals of Aerodynamics, McGraw Hill, 1984
- (en) John D. Anderson, Jr., Hypersonic and High Temperature Gas Dynamics, McGraw Hill, 1989
- (en) John D. Anderson, Jr., Computational Fluid Dynamics: The Basics with Applications, McGraw Hill, 1995
- (en) John D. Anderson, Jr., A History of Aerodynamics and Its Impact on Flying Machines, Cambridge University Press, 1997
- (en) John D. Anderson, Jr., Aircraft Performance and Design, McGraw Hill, 1999
- (en) John D. Anderson, Jr., The Airplane: A History of Its Technology, American Institute of Aeronautics and Astronautics, 2002
- (en) John D. Anderson, Jr., Inventing Flight: The Wright Brothers and Their Predecessors, Johns Hopkins University Press, 2004
- (en) John D. Anderson, Jr., X-15: The World′s Fastest Rocket Plane and the Pilots Who Ushered in the Space Age, Zenith Press, 2014